# Тихоокеански бързолет
Тихоокеанските бързолети (Apus pacificus) са вид дребни птици от семейство Бързолетови (Apodidae).
Те са прелетни птици - гнездят в Източна и част от Централна Азия и Сибир, а зимата прекарват в Югоизточна Азия и Австралия. Строят гнездата си в защитени места, като пещери, скални пукнатини или покриви на сгради. Хранят се с насекоми, които улавят в полет.